# 楊木萬
楊木萬（1955年1月6日—2023年4月14日），臺灣環境運動及政治人物，曾任臺北縣土城市（今新北市土城區）市民代表、台灣環境保護聯盟籌備會會長、看守土城愛綠聯盟理事長、土城自然景觀保護協會理事長、土城市生態保育協會理事，為當地著名的環保推廣人士。其市民代表任內曾積極倡議廚餘回收，2000年時土城市之廚餘回收率位居全國第一。臺北縣升格直轄市後，楊木萬則在2014年的地方選舉中代表臺灣綠黨參選新北市議員。2014年11月參選新北市議員失利之後，持續關注地方環境保護運動以及農民運動。

## 參選歷程
- 1990年~2006年連任台北縣土城市第二、三、四、五屆市民代表
- 2002年以無黨籍參選台北縣議員落敗
- 2005年代表台灣團結聯盟參選台北縣土城市市長落敗
- 2012年立委選舉代表台灣綠黨參選新北市第十選舉區立法委員（土城、三峽）[2]，
- 2014年九合一選舉代表台灣綠黨參選新北市市議員（土城、三峽、樹林、鶯歌）[3]

## 參選宣傳方式
主張不用飄揚的旗幟、不要華麗的競選車隊，堅持每天騎三輪車跑街拜票，以身作則，實踐環保。

## 理念
- 「當民意代表就是在行義、行仁，目的不是要賺錢，更不是為了生活。」楊木萬自稱是「無以生為者」。
- 「反對不當開發」
- 「改善廚餘回收制度」

## 參與行動
- 黨外公共政策會
- 反刑法100條
- 鹿港反杜邦
- 反核四
- 反中油後勁五輕煉油廠
- 台灣環境保護聯盟創會
- 看守土城愛綠聯盟、土城自然景觀保護協會、土城市生態保育協會等推動環保組織的理事
- 各種環保行動

## 外部連結
- 楊木萬 Facebook
- 台灣綠黨候選人介紹網站 - 無以生為者 楊木萬